# Penelope jacquacu
La pava amazónica (Penelope jacquacu), también conocida como pava carrosa, úquira, pucacunga, pava pitsa y pava de monte, es una especie de ave galliforme de la familia Cracidae que se encuentra en la Amazonia de Bolivia, Brasil, Colombia, Ecuador, Guyana, Perú, y Venezuela.

## Descripción
Alcanza una longitud 65 y 76 cm. El macho suele ser más grande que la hembra. Posee copete con plumas bordeadas de blanco; el plumaje en el cuello y la nuca es negruzco con estrías blancas, en el cuerpo es castaño a oliváceo o a veces en los machos,  negruzco; en el vientre es rufo o rojizo. Tiene una garganta roja desnuda.

## Hábitat
Vive en el bosque húmedo tropical entre los 100 y los 1800 m.s.n.m. en una extensa área de 5,000,000 km².

## Subespecies
Se conocen cuatro subespecies de Penelope jacquacu:
- Penelope jacquacu granti - del sur de Venezuela a Guayanas y norte de la Amazonia brasileña
- Penelope jacquacu orienticola - sudeste de Venezuela y noroeste de Brasil al norte del Amazonas
- Penelope jacquacu jacquacu - del este de Colombia a Bolivia y regiones adyacentes de la Amazonia brasileña
- Penelope jacquacu speciosa - este de Bolivia